# میدوبروک (کالیفرنیا)
میدوبروک (به انگلیسی: Meadowbrook) یک منطقهٔ مسکونی در ایالات متحده آمریکا است که در شهرستان ریورساید، کالیفرنیا واقع شده‌است. میدوبروک ۱۷٫۸۱۷ کیلومتر مربع مساحت و ۳٬۱۸۵ نفر جمعیت دارد و ۴۹۴٫۰۹ متر بالاتر از سطح دریا واقع شده‌است.